# Devendra Banhart
Devendra Banhart (* 30. května 1981 Houston, Texas) je americký kytarista a zpěvák. Ačkoliv se narodil v Texasu, dětství prožil ve Venezuele a později se přestěhoval do Kalifornie, kde studoval. Své první album nazvané The Charles C. Leary vydal v roce 2002, do roku 2013 jich vydal dalších sedm. Rovněž se pod vedením Becka podílel na covervezích z alba Songs of Leonard Cohen od Leonarda Cohena.

## Diskografie
- The Charles C. Leary (2002)
- Oh Me Oh My (2002)
- Rejoicing in the Hands (2004)
- Niño Rojo (2004)
- Cripple Crow (2005)
- Smokey Rolls Down Thunder Canyon (2007)
- What Will We Be (2009)
- Mala (2013)[1]
- Ape in Pink Marble (2016)